# دريجان بالا (مقاطعة دورود)
دريجان بالا (بالفارسية: دریژان بالا) هي قرية تقع في قسم جان الريفي (مقاطعة دورود) في إيران. يقدر عدد سكانها بـ 148 نسمة بحسب إحصاء 2016.